# Filip Fjeld Andersen
Filip Fjeld Andersen (Nesodden, 4 luglio 1999) è un fondista ed ex biatleta norvegese.

## Biografia
Filip Fjeld Andersen, originario di Geilo, fratello di Aleksander, a sua volta biatleta, e attivo dalla stagione 2015-2016, nella prima parte della sua carriera ha gareggiato prevalentemente nel biathlon, pur prendendo regolarmente parte a competizioni minori di sci di fondo in Norvegia. Nella stagione 2020-2021 ha vinto l'IBU Cup; in Coppa del Mondo ha esordito il 19 marzo 2021 a Östersund in sprint (58º), ha ottenuto il primo podio il 17 dicembre dello stesso anno ad Annecy Le Grand-Bornand nella medesima specialità (3º) e due vittorie, entrambe in staffetta: il 4 marzo 2022 a Kontiolahti e il 10 dicembre dello stesso anno a Hochfilzen, suo ultimo podio nel circuito.
Ha preso per l'ultima volta il via in Coppa del Mondo il 19 marzo 2023 a Oslo Holmenkollen in partenza in linea (30º) e si è ritirato dal biathlon all'inizio della successiva stagione 2023-2024: la sua ultima gara nella specialità è stata la sprint di IBU Cup disputata il 2 dicembre 2023 a Kontiolahti, chiusa da Andersen al 18º posto. Dalla stagione 2021-2022 gareggia in prove su lunga distanza di sci di fondo (granfondo); nel 2024 si è classificato 3º nella Engadin Skimarathon di Samedan. Non ha preso parte a rassegne olimpiche o iridate, né nel biathlon né nello sci di fondo.

## Palmarès

### Biathlon

#### Mondiali giovanili
- 2 medaglie:
  - 1 argento (individuale a Otepää 2018)
  - 1 bronzo (staffetta a Otepää 2018)

#### Coppa del Mondo
- Miglior piazzamento in classifica generale: 21º nel 2022
- 4 podi (2 individuali, 2 a squadre):
  - 2 vittorie (a squadre)
  - 1 secondo posto (individuale)
  - 1 terzo posto (individuale)

#### Coppa del Mondo - vittorie
| Data             | Località    | Nazione   | Specialità                                                                       |
| ---------------- | ----------- | --------- | -------------------------------------------------------------------------------- |
| 4 marzo 2022     | Kontiolahti | Finlandia | RL (con Sivert Guttorm Bakken, Sturla Holm Lægreid e Vetle Sjåstad Christiansen) |
| 10 dicembre 2022 | Hochfilzen  | Austria   | RL (con Sturla Holm Lægreid, Johannes Thingnes Bø e Vetle Sjåstad Christiansen)  |

Legenda:

RL = staffetta